# Oris
Die Oris SA ist ein Schweizer Hersteller mechanischer Uhren. Das Unternehmen mit Sitz in Hölstein im Kanton Baselland wurde 1904 gegründet.

## Geschichte

### Gründungszeit
1904 wurde die Uhrenfabrik Lohner & Co in Hölstein im Baselbieter Bezirk Waldenburg geschlossen. Die beiden Uhrmacher Georges Christian und Paul Cattin aus der Uhrenstadt Le Locle kauften die bestehenden Gebäude. Am 1. Juni 1904 gründeten sie die Firma Oris, benannt nach einem in der Nähe verlaufenden Bach, und sie begannen mit der industriellen Fertigung von Taschenuhren. Im Gründungsjahr beschäftigte Oris 67 Mitarbeiter.
1906 wurden ein Montagewerk und eine zweite Fabrik im nahe gelegenen Holderbank eröffnet. 1908 folgte eine weitere Fabrik in Como. 1911 war Oris mit 300 Beschäftigten der grösste Arbeitgeber in Hölstein. Das Unternehmen baute im Dorf Häuser und Wohnungen für die Mitarbeiter, und ausserhalb von Hölstein kamen weitere Produktionsstätten hinzu: 1916 in Courgenay, 1925 in Herbetswil und Ziefen.

### Erste Armbanduhren
Mit der Eröffnung der Fabrik in Ziefen und des Galvanikbetriebs in Herbetswil erweiterte Oris die Produktpalette. Das Unternehmen begann, Taschenuhren mit Armbandanstössen auszustatten; damit stieg Oris in den Markt mit Armbanduhren ein.
1927 verstarb Firmenmitbegründer Georges Christian. Geschäftsführer wurde darauf Jacques David LeCoultre, der Enkel von Antoine LeCoultre und Wegbereiter der Fusion von LeCoultre mit Jaeger LeCoultre im Jahr 1937. 1928 wurde Georges Christians Schwager Oscar Herzog Geschäftsführer. Er führte das Unternehmen in der Folge 43 Jahre lang.

### Erste Wecker

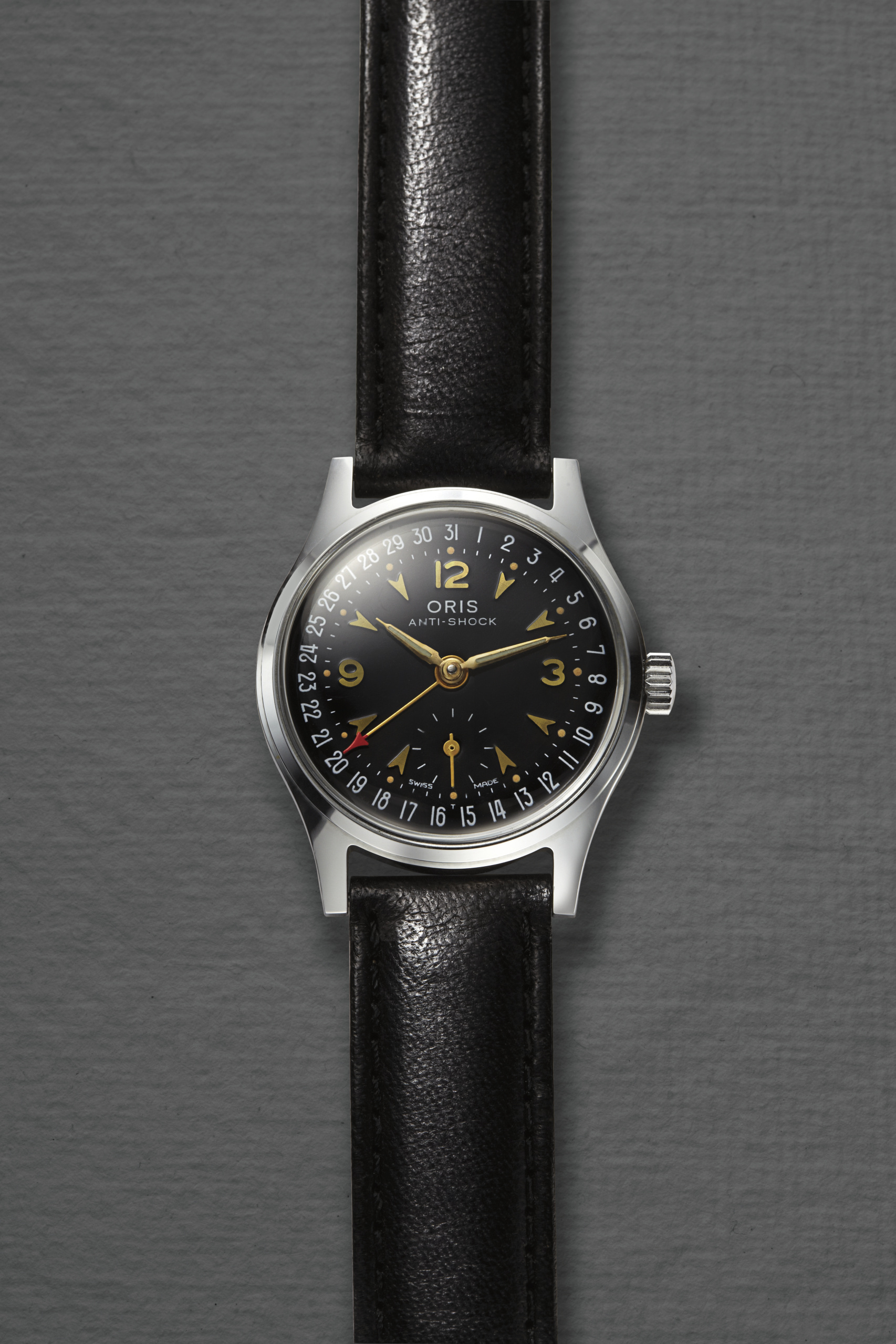
Oris Pointer Date, 1938

1936 eröffnete Oris in Biel/Bienne eine eigene Zifferblattfabrik. Das Unternehmen produzierte nun fast alle Elemente seiner Produkte selber. 1938 entwickelte das Unternehmen seine erste Pilotenuhr, die Big Crown. Die namensgebende übergrosse Krone sollte es Piloten ermöglichen, die Uhr auch mit Lederhandschuhen zu bedienen. Diese Uhr wird in Variationen bis heute erfolgreich verkauft und auch  hergestellt.
Der Zweite Weltkrieg führte zu erheblichen Umsatzeinbrüchen, weil vor allem die Märkte im Ausland weitgehend einbrachen. Um den Betrieb trotzdem am Laufen zu halten, erweiterte Oris das Uhrensortiment um Wecker. Nach Kriegsende expandierte das Unternehmen wieder.

### Das Schweizer Uhrenstatut
Am 12. März 1934 trat das Schweizer Uhrenstatut in Kraft. Dieses Notrecht, das die Schweizer Uhrenindustrie schützen sollte, untersagte den Schweizer Uhrenfirmen die Einführung neuer Technologien ohne amtliche Bewilligung. Für Oris erwies sich das Uhrenstatut als Hemmschuh; denn während andere Unternehmen die als präziser geltende Ankerhemmung noch vor Inkrafttreten des Uhrenstatuts übernehmen konnten, mussten Oris-Uhrwerke mit der traditionellen Stiftanker- oder Roskopf-Hemmung auskommen.
Trotz Erfolgen mit dieser Technologie ging Oris gegen das Uhrenstatut vor. 1956 engagierte Generaldirektor Oscar Herzog den Rechtsanwalt Rolf Portmann, der sich allein dem Kampf gegen das Uhrenstatut widmete. In der Folge wurde das Uhrenstatut schrittweise liberalisiert, bis es 1971 abgeschafft wurde.

### Die Quarzkrise
Ende der 1960er-Jahre stammten 44 % aller weltweit verkauften Uhren aus der Schweiz. Oris produzierte mit seinen 800 Mitarbeitern jährlich 1,2 Millionen Exemplare und zählte zu den zehn grössten Uhrenherstellern der Welt. Die Maschinen und Werkzeuge, die es für die Uhrenproduktion brauchte, wurden selbst entwickelt, pro Jahr wurden an die 40 Uhreningenieure und Uhrmacher ausgebildet. Doch dann kam die Wende: In den 1970er- und frühen 1980er-Jahren gewannen Quarzuhren aus Asien massiv Marktanteile. Die sogenannte Quarzkrise bedeutete in der Schweiz das Ende für 900 Uhrenfirmen und die Arbeitslosigkeit für zwei Drittel aller in der Uhrenindustrie Beschäftigten. Der Marktanteil der Schweizer Hersteller sackte auf 13 Prozent weltweit ab.
1970 gab Oris die Unabhängigkeit auf und wurde Teil der Allgemeinen Schweizerischen Uhrenindustrie AG (ASUAG), der Vorläuferin der späteren Swatch Group. Oris begann, ebenfalls Quarzuhren herzustellen. Dies brachte den Erfolg aber nicht zurück: In den frühen 1980er-Jahren beschäftigte Oris nur noch einige Dutzend Mitarbeiter. 1981 wurde die Produktion eigener Rohwerke aufgegeben.

### Neuanfang
Wie viele andere Uhrenhersteller stand Oris vor der Schliessung. Geschäftsführer Rolf Portmann – der massgeblich am Fall des Uhrenstatuts beteiligt war – und Marketingleiter Ulrich W. Herzog übernahmen 1982 Reste des Unternehmens im Rahmen eines Management-Buyout. Sie entschieden sich, mit der neu gegründeten und wieder unabhängigen Oris AG ausschliesslich mechanische Uhren im mittleren Preissegment herzustellen.

### Jüngste Entwicklungen
Seit der Jahrtausendwende konzentriert sich das Unternehmen auf die Bereiche Tauchen, Kultur, Aviatik und Motorsport. Seit 2002 dient der Rote Rotor als eingetragenes Warenzeichen und Erkennungsmerkmal.

## Wichtige Uhren der Unternehmensgeschichte
- Big Crown (1938)
- 8-Tage-Wecker (1949)
- Oris Diver
- Chronoris (1970)